# Grębocice (gmina)
Grębocice – gmina wiejska w województwie dolnośląskim, w powiecie polkowickim. W latach 1975–1998 gmina położona była w województwie legnickim.
Siedziba gminy to Grębocice.
Według danych z 30 czerwca 2004 gminę zamieszkiwały 5294 osoby. Natomiast według danych z 30 czerwca 2020 roku gminę zamieszkiwało 5430 osób.

## Struktura powierzchni
Według danych z roku 2002 gmina Grębocice ma obszar 121,89 km², w tym:
- użytki rolne: 72%
- użytki leśne: 19%

Gmina stanowi 15,63% powierzchni powiatu.

## Demografia

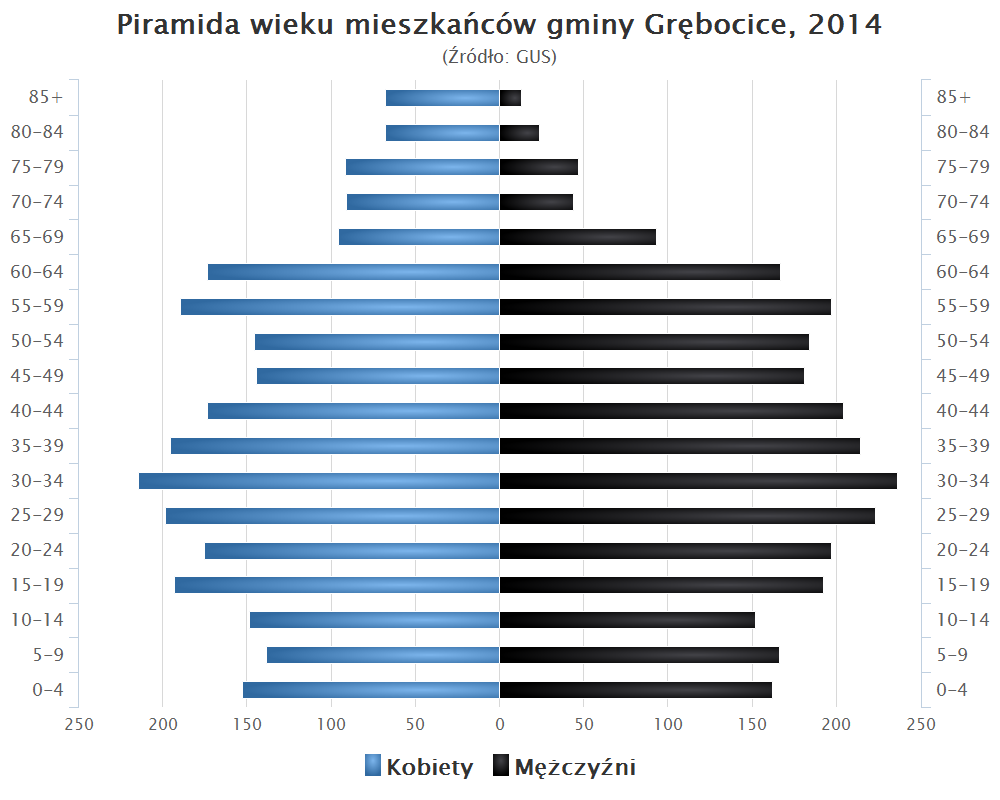
Piramida wieku mieszkańców gminy Grębocice w 2014 roku

Dane z 30 czerwca 2004:
| Opis                              | Ogółem | Ogółem | Kobiety | Kobiety | Mężczyźni | Mężczyźni |
| --------------------------------- | ------ | ------ | ------- | ------- | --------- | --------- |
| jednostka                         | osób   | %      | osób    | %       | osób      | %         |
| populacja                         | 5294   | 100    | 2625    | 49,6    | 2669      | 50,4      |
| gęstość zaludnienia (mieszk./km²) | 43,4   | 43,4   | 21,5    | 21,5    | 21,9      | 21,9      |

## Ochrona przyrody
Na obszarze gminy znajduje się rezerwat przyrody Uroczysko Obiszów chroniący fragmenty lasu mieszanego o cechach zespołu naturalnego.

## Sołectwa
Bucze, Duża Wólka, Grębocice, Grodowiec, Grodziszcze, Krzydłowice, Kwielice, Obiszów, Ogorzelec, Proszyce, Retków, Rzeczyca, Stara Rzeka, Szymocin, Trzęsów, Wilczyn, Żabice.
Miejscowość bez statusu sołectwa: Bieńków, Czerńczyce, Kwieliczki, Obiszówek, Proszówek, Świnino.

## Sąsiednie gminy
Głogów, Jerzmanowa, Pęcław, Polkowice, Rudna